# Spitsbergensneeuwhoen
Het spitsbergensneeuwhoen (Lagopus muta hyperborea) is een ondersoort van het alpensneeuwhoen (Lagopus muta) dat voorkomt op Spitsbergen en Frans Jozefland. De ondersoort trekt niet en verblijft 's winters ook in de archipel. Siezoensgebonden verplaatsingen zijn echter mogelijk. Het Spitsbergensneeuwhoen is groter en zwaarder dan het alpensneeuwhoen en het verwante moerassneeuwhoen (Lagopus lagopus), die beide voorkomen op het vasteland van Noorwegen en Rusland.

## Kenmerken
Het gewicht van het spitsbergensneeuwhoen is sterk afhankelijk van het seizoen en varieert tussen de 490 en 1.200 gram. De lengte bedraagt 35 à 40 centimeter. Beide geslachten zijn 's winters wit. Het vrouwtje wisselt naar het zomerkleed tussen april en mei, terwijl het mannetje dit pas vanaf midden juli doet. Pas in het midden van augustus is de haan ook geheel bruin. Aan het eind van september hebben beide geslachten opnieuw een wit verenkleed. Het mannetje is in het winterkleed te herkennen aan de zwarte lijn die loopt van het oog naar de snavel en de rode wenkbrauwstreep. Ook het vrouwtje heeft een rode wenkbrauwstreep, maar deze is minder dik aangezet.

## Aanpassingen aan leefomgeving
De omstandigheden op Spitsbergen zijn vrij extreem. Om met de klimatologische omstandigheden om te kunnen gaan, slaat het spitsbergensneeuwhoen voor het aantreden van de winter, grote hoeveelheden vet op. Om te overleven in dit gebied is de optimale balans tussen het verbruiken en opnemen van energie cruciaal. Het spitsbergensneeuwhoen heeft het vermogen om tot een vetpercentage van 32% van het lichaamsgewicht op te slaan. Ze wegen 's winters gemiddeld 47% meer dan 's zomers. Het energieverbruik is ondanks de gewichtstoename 's winters efficiënter dan in de zomer.

## Voedsel
Aan het eind van de winter bestaat het dieet voor ongeveer 50% uit poolwilg (Salix polaris). Zilverkruid (Dryas octopetala), zuiltjessteenbreek (Saxifraga oppositifolia) en knolduizendknoop (Polygonum viviparum) zijn ook zeer belangrijk. In april, wanneer de sneeuw een maximumhoogte bereikt, zijn de kruiden moeilijk te bereiken. Spitsbergensneeuwhoenders volgen tijdens deze sneeuwrijke perioden vaak foeragerende groepen spitsbergenrendieren (Rangifer tarandus platyrhynchus). Ze foerageren dan in de kraters die de rendieren graven om bij de kruiden te komen.